# Raphael Haaser
Raphael Haaser, né le 17 septembre 1997, est un skieur alpin autrichien polyvalent. Sa sœur, Ricarda Haaser, est également skieuse alpine.
Il se révèle lors des Championnats du monde juniors de 2017 avec deux médailles. Il remporte tout d'abord une médaille de bronze en descente derrière l'Américain Sam Morse et l'Italien Alexander Prast puis une médaille d'argent en super G devancé d'un centième de seconde par le Français Nils Alphand.

## Palmarès

### Jeux olympiques
| Édition / Épreuve | Descente | Super-G | Slalom géant | Slalom | Combiné |
| ----------------- | -------- | ------- | ------------ | ------ | ------- |
| JO 2022 Pékin     | —        | Abandon | 11e          | -      | 7e      |

Légende :
- — : Raphael Haaser n'a pas participé à cette épreuve

### Championnats du monde
| Édition / Épreuve                | Descente | Super-G | Slalom géant | Slalom | Combiné alpin |
| -------------------------------- | -------- | ------- | ------------ | ------ | ------------- |
| Mondiaux 2023 Courchevel-Méribel | —        | 5e      | 13e          | —      | Bronze        |
| Mondiaux 2025 Saalbach           |          | Argent  | Or           | —      | —             |

### Coupe du monde
- 5 podiums.

### Championnats du monde juniors
| Épreuve / Édition        | Descente | Super G | Géant | Slalom | Combiné |
| Mondiaux junior 2017 Åre | Bronze   | Argent  | Ab.   | Ab.    | Ab.     |
| Mondiaux 2018 Davos      | 15e      | 6e      | 7e    | Ab.    | Bronze  |